# Cardanus costatus
Cardanus costatus là một loài bọ cánh cứng trong họ Lucanidae. Loài này được Ritsema mô tả khoa học năm 1901.